# Mura (Italia)
Mura o Mura di Savallo (Müra o Müra de Savàl in dialetto bresciano) è un comune italiano di 770 abitanti della provincia di Brescia in Lombardia.

## Geografia fisica
Il territorio comunale è bagnato dalle acque del torrente Tovere, principale immissario del Laghetto di Bongi, un piccolo lago artificiale delimitato da una diga costruita nel 1917.
Il comune appartiene alla Comunità Montana della Valle Sabbia.

## Storia

### Simboli
Lo stemma non è stato formalmente concesso con decreto ma è liberamente adottato dal Comune.
Come per i comuni bresciani di Bione e Capo di Ponte, e quello di reggiano di Viano, anche questo comune ha un emblema che deriva dal sigillo in uso durante la Repubblica Italiana napoleonica (1802-1805), che presentava i simboli della giustizia intrecciati tra loro.
Il gonfalone è un drappo di bianco.

## Il leggendario passaggio di papa Alessandro III in Val Sabbia nel 1166
Un'antica leggenda nata sulla fine del Quattrocento inizio del Cinquecento narra che sul finire del 1166, precisamente nel mese di ottobre, passò sui monti del Bresciano e in Val Vestino il papa Alessandro III, esule da Roma, sostenitore dei liberi comuni, incalzato dagli imperiali dell'imperatore Federico I Barbarossa e contestato nella sua autorità da quattro antipapa. Questo racconto è stato insistentemente riportato oralmente nei secoli dalla popolazione locale e trascritto dagli storici, ma ritenuto dai più degli stessi privo di prove certe e concordanti, tra questi Cipriano Gnesotti, ecclesiastico storese, nelle sue "Memorie delle Giudicarie" del 1700, ma il ripetersi della leggenda in tre zone geografiche ben distanti fra loro è sorprendente.
A Turano di Valvestino si rievoca, nell'ultima domenica del mese, la Festa del Perdono  ove ogni persona, pentita e confessata, che abbia visitato la chiesa di San Giovanni Battista, vengono rimesse completamente tutte le colpe, questa cerimonia ecclesiastica fu istituita, secondo la tradizione, dal papa Alessandro III riconoscente dell'ospitalità e della protezione dei valligiani, nonostante la Valle fosse di fede ghibellina e soggetta alla famiglia Lodron, pure di fede imperiale, prima di riprendere il suo percorso, si ipotizza,  in Val Sabbia passando, per qualcuno, da Capovalle o da Bocca Cocca-monte Cingolo Rosso. Secondo Attilio Mazza si può supporre che tale Festa del Perdono sia piuttosto da collegare al Perdono d'Assisi del 1216 che si celebra il 2 agosto mentre Cipriano Gnesotti ipotizza che: "cadendo in quest'ultima domenica la Consacrazione della Chiesa Rettorale, nella quale in allora sia concessa una indulgenza per chiamarvi que' popolani a farne l'anniversaria adorazione, e questa si chiama ancora Perdono. Di certo il concorso è grande, e maggiore era tempo fa, quando vi concorreva la milizia nazionale. Bolla di indulgenza non si può mostrare perita, credo, nell'incendio della canonica di Turano"
Del passaggio in Val Sabbia e Val Trompia di Alessandro III le cronache ricordano una lapide murata sulla parete della chiesa di Mura appartenente all'ex pieve di Savallo, mentre il 19 aprile 1545 mons. Donato Savallo, rettore di Marmentino e arciprete della cattedrale di Brescia, ritrova le reliquie insigni che si ritenevano donate da papa Alessandro III transitante per Marmentino fuggendo dall'imperatore Federico Barbarossa, e le colloca devotissimamente sotto l'altar maggiore della chiesa parrocchiale dei Santi Cosma e Damiano. Il papa sembra che abbia donato alla Chiesa una ricca pianeta dorata.

## Società

### Evoluzione demografica
Abitanti censiti

## Amministrazione
| Periodo          | Periodo          | Primo cittadino          | Partito      | Carica      | Note          |
| ---------------- | ---------------- | ------------------------ | ------------ | ----------- | ------------- |
| 24 aprile 1995   | 14 giugno 2004   | Giovan Marino Crescini   | lista civica | Sindaco     |               |
| 14 giugno 2004   | 8 giugno 2009    | Umberto Corsini          | lista civica | Sindaco     |               |
| 8 giugno 2009    | 26 maggio 2014   | Andrea Crescini          | lista civica | Sindaco     |               |
| 26 maggio 2014   | 22 novembre 2016 | Umberto Corsini          | lista civica | Sindaco     |               |
| 22 novembre 2016 | 12 giugno 2017   | Salvatore Pasquariello   |              | Commissario | [ 14 ]        |
| 12 giugno 2017   | in carica        | Nicola Angiola Flocchini | lista civica | Sindaco     | [ 15 ] [ 16 ] |